# 서능욱
서능욱(徐能旭, 1958년 5월 5일 ~ )은 대한민국의 바둑 기사이다. 국민학교 때 연구생 시절 각 대국에서 초읽기는 하여 무척 감회가 새롭다. 인천광역시 지역 바둑 보급에 활성하고 있다. 

## 학력
- 리라공업고등학교

## 약력
- 1972년: 입단.
- 1978년: 왕위전 본선. 기도문화상 신예기사상 수상.
- 1979년: 제4기 최강자전 준우승.
- 1980년: 제1기 전일왕위전 준우승.
- 1983년: 83∼86 제1∼4기 대왕전 연속 준우승.
- 1987년: 최고위전 준우승, KBS 바둑왕전 준우승.
- 1988년: 왕위전 본선.
- 1989년: 9기 KBS 바둑왕전 준우승. 동양증권배 본선. 1회 TV 바둑 아시아 선수권대회 본선
- 1990년: 9단 승단(1991년 1월 기준). 제8기 제왕전 준우승, 10기 KBS 바둑왕전 준우승. 왕위전, 기왕전 본선.
- 1991년: 제27기 패왕전 준우승, 31기 최고위전 준우승. 11기 KBS 바둑왕전 본선 승자조 8강, SBS배 세계바둑최강전 한국 우승 수훈.
- 1992년: 4회 TV 바둑 아시아 선수권대회 본선
- 1993년: 기왕전, 왕위전, 국기전, 최고위전 본선., 제12기 KBS 바둑왕전 본선
- 1994년: 기성전, 천원전 본선. ,제13기 바둑왕전 본선
- 1995년: 제2기 롯데배 한중대항전 한국 대표, 명인전 본선, 제3기 한국이동통신배 본선, 제31기 패왕전 본선 ,제14기 KBS 바둑왕전 본선
- 1996년: 제3회 롯데배 한중대항전 한국 대표, 동양증권배, 삼성화재배 본선. 제15기 바둑왕전 본선
- 1997년: 제16기 KBS 바둑왕전 본선, 제28기 명인전 본선
- 1999년: 제34기 패왕전 본선
- 2000년: 제35기 패왕전 본선.
- 2001년: 제20기 KBS 바둑왕전 본선 승자조 4강, 제1기 KT배 본선 4강 ,제6기 LG정유배 본선 4강,제3기 맥심배 본선 4강
- 2002년: 제21기 KBS 바둑왕전 본선 승자조 4강, 제2기 KT배 본선,제7기 LG정유배 본선,제4기 맥심배 본선
- 2003년: 제22기 KBS 바둑왕전 본선 승자조 16강전, 제37기 패왕전 본선.
- 2004년: 제9기 LG정유배 본선 진출.
- 2005년: 제7회 맥심커피배 16강.
- 2007년: 제9회 맥심커피배 입신최강 본선 16강.
- 2008년: 제2회 지지옥션배 본선 15~16국, 제10회 맥심커피배 본선 8강전.
- 2009년: 제3기 지지옥션배 본선 진출, SKY바둑 시니어 연승전 5연승.
- 2010년: 제15회 삼성화재배 본선 진출.
- 2011년: 제30기 KBS바둑왕전 본선, 제17기 GS칼텍스배 본선 진출, 제2기 대주배 우승(대 조훈현, 생애 첫 우승).
- 2012년: 개인통산 1000승 달성, 제6기 지지옥션배 3연승.
- 2013년: 제3기 대주배 우승(대 서봉수, 대회 2연패).

## 특기사항
- 부인 현인숙 여사와 1남(작은아들 서원석) 1녀(큰딸 서주연)를 두고 있다.
- 한국기원 계의 불바다라고 불림
- 타이젬 이사로 활동.
- 별명: 손오공 - 그의 신출기몰한 바둑 기풍으로 인해 붙여진 별명이다.
- 특히 복잡해진 전투에서 기발한 발상의 수 읽기가 탁월해 "서능욱은 쌍립도 끊는다"라는 말로 유명하다.